# Grammochesias hippocastanarioides
Grammochesias hippocastanarioides är en fjärilsart som beskrevs av Rothschild 1914. Grammochesias hippocastanarioides ingår i släktet Grammochesias och familjen mätare. Inga underarter finns listade i Catalogue of Life.